# Nunca me faltes
"Nunca me faltes" es una canción de cumbia del cantante argentino Antonio Ríos. La canción es parte del álbum El Maestro, lanzado a la venta el 4 de abril de 1996.
El título de la canción fue utilizado en el anuncio del mismo Ríos sobre su candidatura como diputado de la provincia de Buenos Aires por el Frente Unión Federal.

## Popularidad

### Meme de internet
La canción se convirtió en un meme de internet en el 2016 cumpliendo 20 años de su estreno[cita requerida] al convertirse en el tema principal del video viral titulado Marcianito 100% real no fake, que muestra a un extraterrestre verde generado por computadora bailando la cumbia.
El cantante, actor y youtuber noruego PelleK, realizó una versión en heavy metal de la canción.